# Bilbo (arma)
Bilbo era un'arma bianca manesca del tipo spada in uso alle forze di cavalleria dell'Impero spagnolo al tempo degli Asburgo di Spagna. Si trattava di una spadona da cavallo con guardia ad "S" irrobustita, sopra gli archetti del ricasso, da due pesanti valve. La lama, se prodotta nei possedimenti europei della Corona Spagnola (Penisola iberica, Ducato di Milano, Regno di Napoli e Paesi Bassi spagnoli), era di buon acciaio Toledo ma se prodotta nelle colonie poteva essere in ferro di scarsa qualità.

## Costruzione
- Opera della matura siderurgia spagnola del tardo Cinquecento, il Bilbo era rinomato per la resistenza e flessibilità della sua lama, atta a potenti colpi di taglio ma, all'occorrenza, ancora capace di pericolose stoccate;
- La guardia del Bilbo anticipava invece i successivi sviluppi delle spade con guardia a valve del Seicento, come la Pappenheimer. La crociera era solitamente in forma di "S", con bracci singoli o doppi. Un ampio arco para-mano dipartiva da sotto la crociera protrundendosi, senza toccarlo, vero il pomolo massiccio. Gli archetti di rinforzo intorno al ricasso della lama, accorgimento tipico delle spadone da cavallo[1], fungevano da base d'appoggio per due valve in metallo che proteggevano interamente la mano dell'utente. Rari ma non assenti i modelli in cui la crociera aveva bracci molto lunghi e diritti.

Arma da cavallo, il Bilbo aveva rigorosamente impugnatura ad una mano, spesso irrobustita da una copertura in filo di ferro.

## Storia
La spadona da cavalleria nota come Bilbo deve quasi certamente il suo nome alla località di Bilbao, nei Paesi Baschi, chiamata appunto Bilbo in lingua basca, capitale della Biscaglia, regione ben nota quale produttrice di armi per l'esercito dell'Impero spagnolo.

L'arma entrò in uso alle forze di cavalleria pesante dell'Impero spagnolo intorno al 1650, seppur lo standard di riferimento dell'arma venisse codificato soltanto nel 1728. Il nome Bilbo appare comunque, in ambito europeo, anche in età precedente quale sinonimo di spada prodotta in Spagna: Shakespeare, per esempio, parla di bilbo nella commedia Le allegre comari di Windsor del 1602 (stando agli studiosi, l'opera sarebbe anche precedente, quasi certamente redatta nel 1597).
L'uso del Bilbo non si limitò però ad un'utenza di soli cavalieri.

La marina militare spagnola fece infatti largo uso di questa spada dalla lama solida, atta a potenti colpi di taglio, anticipando il ricorso settecentesco alla sciabola d'abbordaggio. Veicolata dai galeoni, la spada Bilbo ebbe così larga diffusione nelle colonie spagnole dell'America Centrale e Meridionale, passando poi in America Settentrionale quando contingenti mercenari di cavalleria spagnola militarono per il Regno di Francia nelle Guerre Franco-Indiane nello stesso periodo della Guerra di successione spagnola (1701-1714).